# Helmut Kagerer

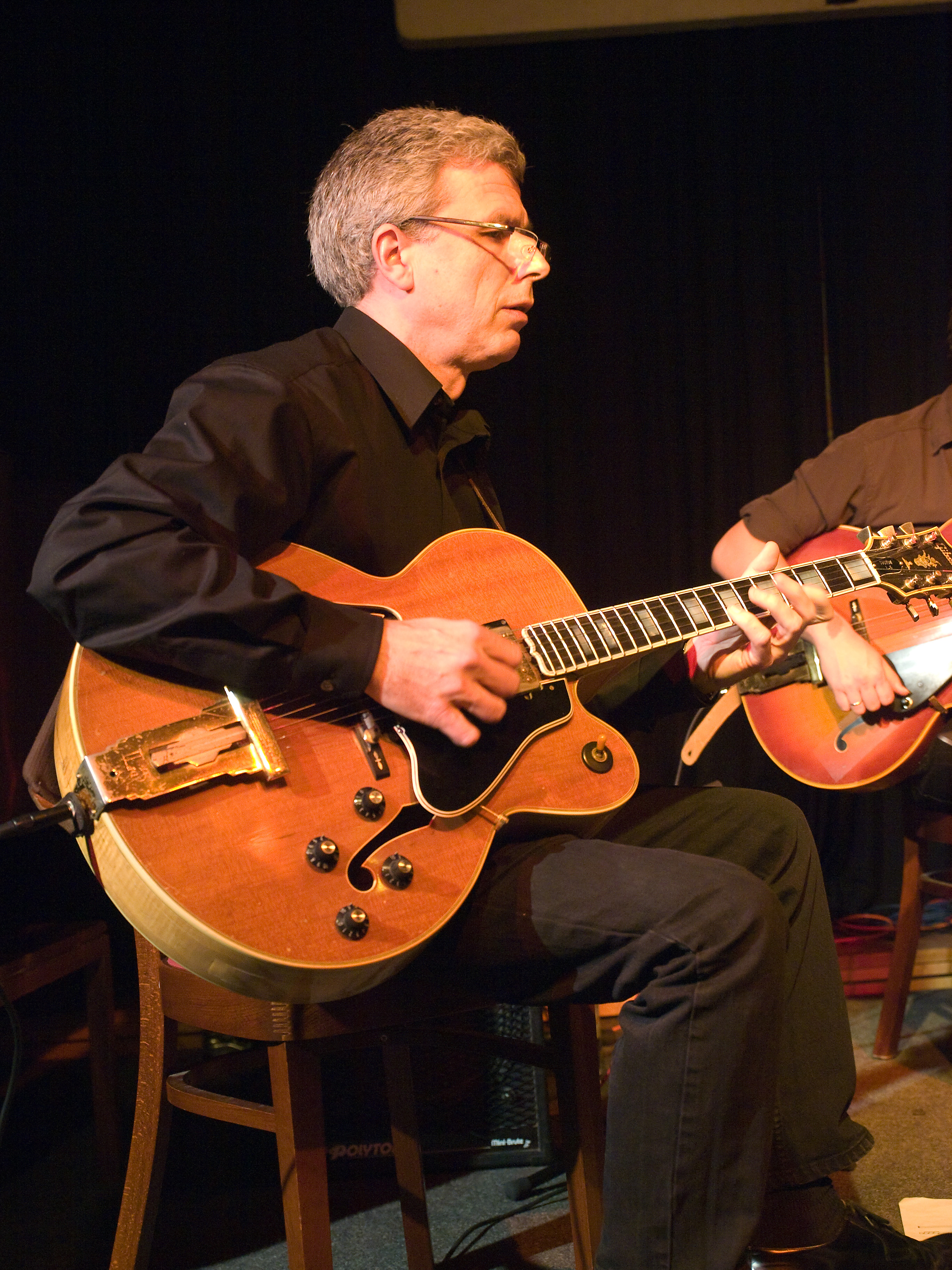
Helmut Kagerer in Jazzclub Unterfahrt (München 2009)

Helmut Kagerer (Passau, 7 februari 1961) is een Duitse jazzgitarist.

## Leben und Wirken
Kagerer studeerde van 1980 tot 1982 aan de Jazz Schule München (bij Joe Haider), tevens had hij privéles bij Kosta Lukacs. Van 1984 tot 1986 studeerde hij bij Harry Pepl aan de Hochschule für Musik und darstellende Kunst Graz. Verder volgde hij workshops en Masterclasses bij Jim Hall, Joe Pass, Attila Zoller, Tal Farlow, Herb Ellis, Mick Goodrick, Karl Ratzer en Peter Leitch. In 1987 ontmoette hij de gitarist Helmut Nieberle, waarmee hij langdurig ging samenwerken en verschillende albums maakte. Daarnaast werkte hij samen met 'buitenlands' artiesten als Clark Terry, Benny Bailey, Arthur Blythe, Dusko Goykovich, Roman Schwaller, Marty Cook, Matthias Bätzel, Houston Person en Sheila Jordan. In 1996 toerde hij met Attila Zoller in Duitsland. Hij had een duo met gitarist Andreas Dombert en nam op met o.a. Matthias Bätzel, Red Holloway, Albert Josipovic, Jermaine Landsberger, Manfred Krug en Jimmy Cobb.
Kagerer is sinds 1990 docent jazzgitaar aan de Hochschule für Musik Nürnberg en geeft sinds 2003 les aan het Vermount Jazz Center. Sinds 2006 is hij ook actief voor de Hochschule für Musik Franz Liszt Weimar. Zijn transcripties van relevante gitaarsoli werden o.m. in het blad Just Jazz Guitar en in Hot Club News gepubliceerd.

## Prijzen en onderscheidingen
Kagerer kreeg met Nieberle in 1991 de Kultur-Förderpreis des Freistaates Bayern. In 2007 kreeg het duo de Archtop Germany Award.

## Discografie (selectie)
- Roots Stablemates (1992, met Arthur Blythe, Nathan Davis, Chico Freeman, Sam Rivers, Don Pullen, Santi Debriano, Idris Muhammad, Helmut Nieberle)
- Helmut Kagerer/ Peter Bernstein April In New York (1998, Jardis)
- Attila Zoller/Helmut Kagerer Common Language (2002, Acoustic Music)
- Helmut Kagerer/ Andreas Dombert Night of Jazz Guitars 2 (2006)
- Helmut Kagerer/ Andreas Dombert / Larry Coryell / Paulo Morello: Night of Jazz Guitars (2010)